# Restos de Nada II
Restos de Nada II é um álbum da banda de punk rock brasileira Restos de Nada.
Lançado em 2001 de forma independente, reúne gravações feitas com um gravador de K7 com a banda tocando ao vivo em um terreno baldio na Vila Carolina em São Paulo, em 20 de setembro de 1980, e quatro músicas inéditas ("Eu Tenho Medo", "Eles Vem e Vão!", "Opressores Não Mais!" e "Pré-História"), gravadas em julho de 2001 no estúdio Kuaker em São Paulo.

## Faixas
1. "Restos de Nada" (Clemente)
2. "Ninguém é Meu Igual" (Douglas e Ariel)
3. "Estrutura de Bronze" (Clemente e Douglas)
4. "Doce Garrafa de Pinga" (Douglas e Ariel)
5. "Deixem-me Viver" (Clemente)
6. "Ódio" (Douglas e Ariel)
7. "Somos Todos Escravos de um Balde de Lixo" (Douglas)
8. "Filhos das Ruas" (Douglas e Arel)
9. "Rebeldia Incontida" (Douglas e Ariel)
10. "Rotas Adversas"' (Douglas e Ariel)
11. "Classe Dominante" (Douglas e Ariel)
12. "Eu Tenho Medo" (Douglas e Irene)
13. "Eles Vem e Vão!" (Douglas e Neli)
14. "Opressores Não Mais!" (Douglas e Ariel)
15. "Pré-História" (Douglas e Ariel)